# Gustave Borgnis-Desbordes
Pour les articles homonymes, voir Borgnis-Desbordes (homonymie), Borgnis et Desbordes.
Gustave Borgnis-Desbordes, né à Provins le 22 octobre 1839 et décédé à Hanoï le 18 juillet 1900, est un général de division français. Il a participé à la conquête coloniale française, notamment en Cochinchine et au Soudan français (il entre à Bamako en 1883).

## Biographie
Issu d'une famille de Morlaix, il était petit-fils du député du Finistère François Marie Borgnies-Desbordes et fils d'un polytechnicien. Lui-même entré à l'École polytechnique en 1859, il suivit ensuite les cours de l'école d'artillerie de Metz de 1861 à 1863, puis entra dans l'artillerie de marine. Lieutenant en 1863, il servit à Toulon jusqu'en 1866. Nommé capitaine l'année suivante, il séjourne ensuite en Cochinchine de 1868 à 1871, puis est employé à Paris comme adjoint auprès du général Frébault, inspecteur général permanent de l'artillerie de marine. Il passe chef d'escadron en 1876 puis lieutenant-colonel en 1880. Il est alors envoyé au Sénégal. 
Conquérant du Soudan français, créateur du chemin de fer Niger-Océan, il se distingue contre Samory et fonde Kita et Bamako (1881-1883). 
Promu colonel le 31 mars 1883, il combat ensuite au Tonkin (1884-1886 puis 1888-1889) où il commande l'artillerie du corps expéditionnaire et dirige les combats de Cho-Moï et Cho-Chu. Il est nommé général de brigade le 25 juillet 1886, puis général de division le 24 mars 1890. 
À sa mort, il était commandant en chef des troupes en Indochine et Grand officier de la Légion d'honneur.

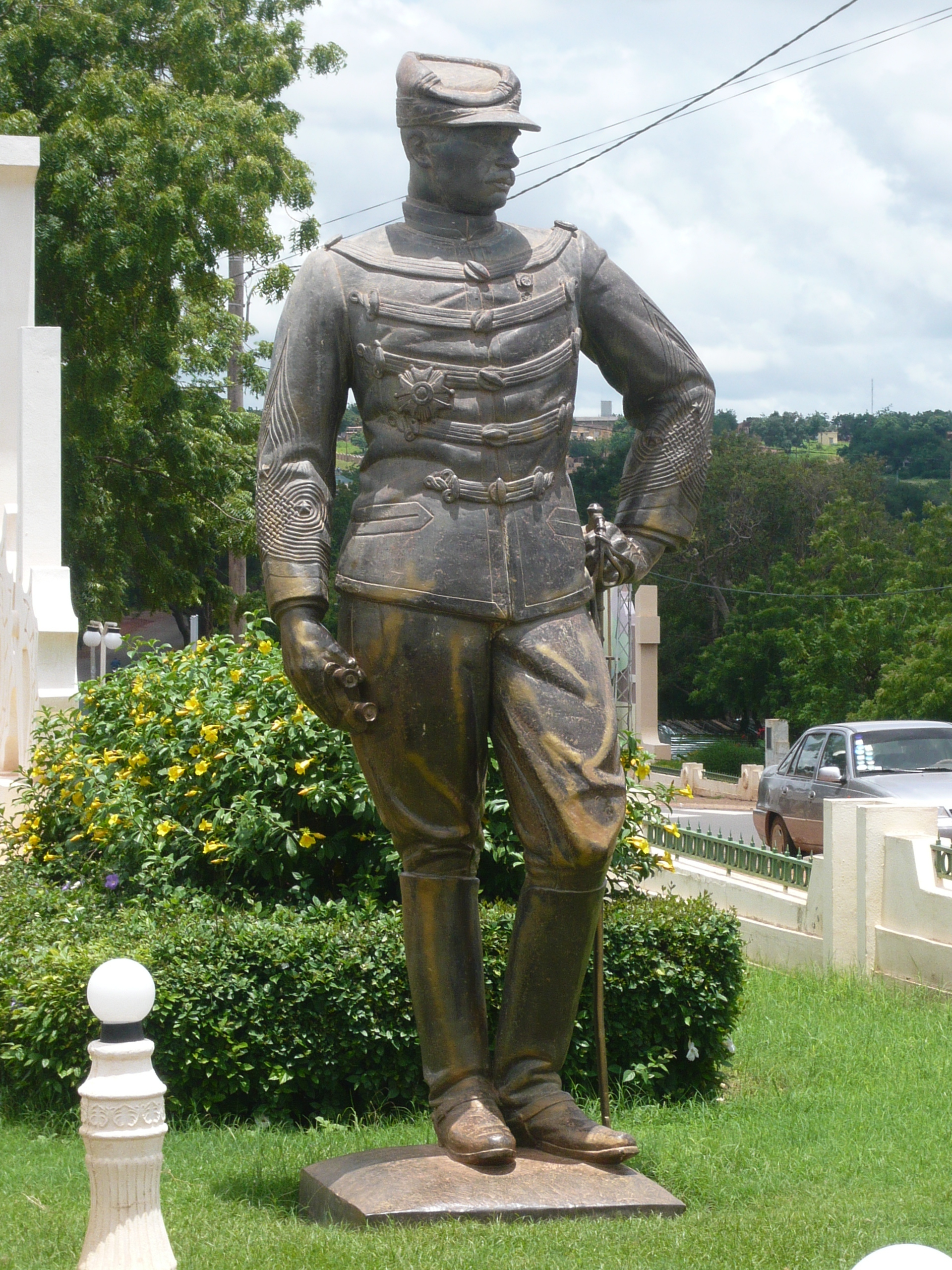
Statue du général Borgnis-Desbordes, Place des Explorateurs à Bamako (Mali).

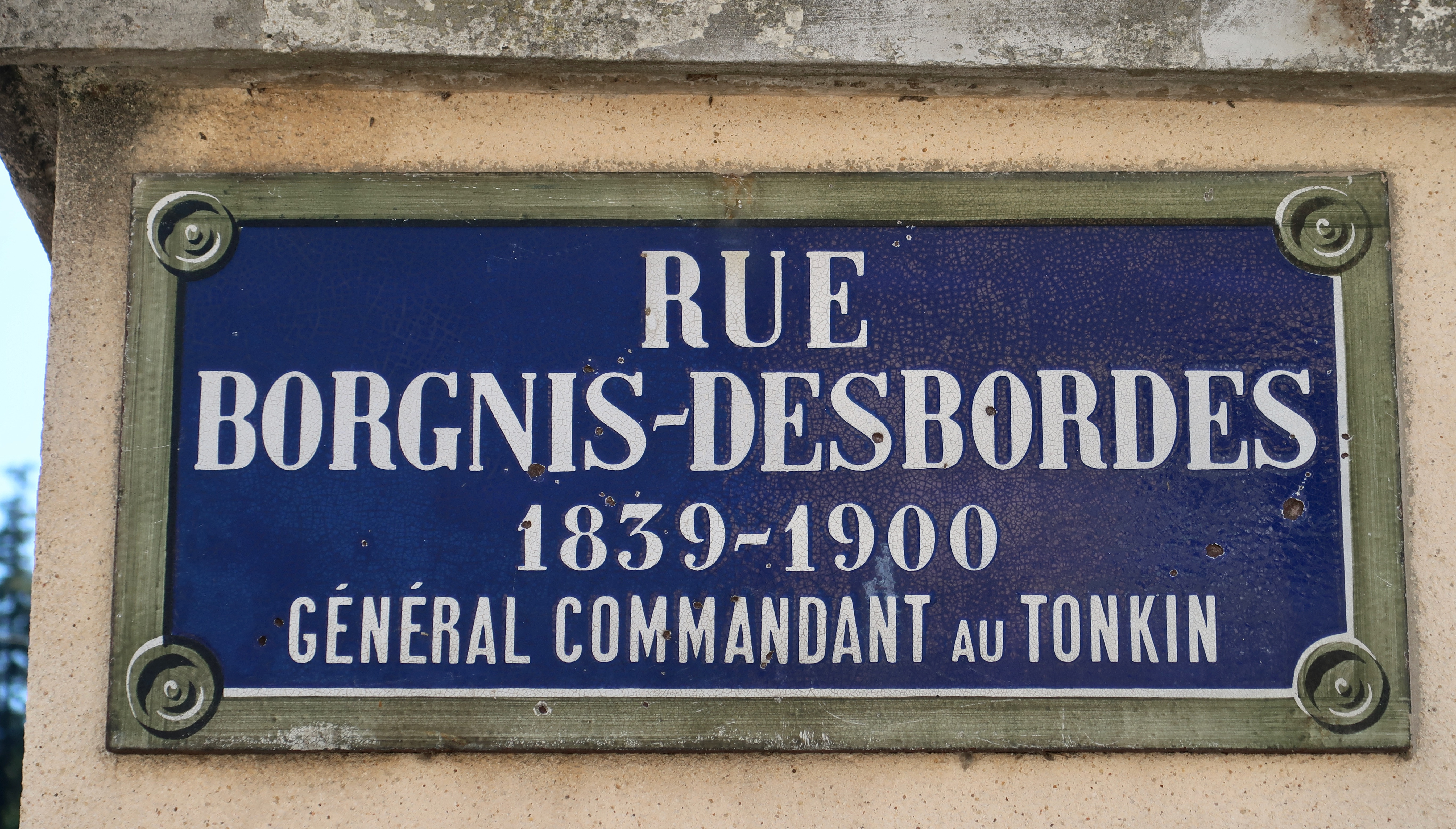
Plaque de la rue Borgnis-Desbordes à Versailles (Yvelines).

Il habitait 61 rue Scheffer (16e arrondissement de Paris).
Plusieurs municipalités dont Versailles ont des rues à son nom. Son buste est installé dans la cour de l'hôtel de ville de Versailles. Sa statue à Bamako a été déboulonnée à l'indépendance du Mali, mais à nouveau érigée sous la présidence d'Alpha Oumar Konaré. Sa tombe se trouve au cimetière Saint-Louis de Versailles.

## Correspondance
- Gustave Borgnis-Desbordes, « Au vieux Soudan, lettres inédites du général Borgnis-Desbordes, I : campagne 1880-1881 », Renseignements coloniaux, no 4,‎ avril 1910, p. 81-94 (lire en ligne).
- Gustave Borgnis-Desbordes, « Au vieux Soudan, lettres inédites du général Borgnis-Desbordes, II : campagne 1881-1882 », Renseignements coloniaux, no 5,‎ mai 1910, p. 145-150 (lire en ligne).
- Gustave Borgnis-Desbordes, « Au vieux Soudan, lettres inédites du général Borgnis-Desbordes, III : campagne 1882-1883 », Renseignements coloniaux, no 6,‎ juin 1910, p. 159-168 (lire en ligne).

### Sources
- Dossier de Légion d'honneur du général Borgnis-Desbordes
- Dossier au service historique de la Défense : 11 YD 22.
- Pour la biographie de Gustave Borgnis-Desbordes, on se reportera à l'article de Jacques Meniaud in : « Les grands soldats coloniaux » (1931).